# Patinação sobre rodas nos Jogos Pan-Americanos de 1991
A patinação sobre rodas nos Jogos Pan-Americanos de 1991 foi disputada em Havana, Cuba. Houve competições de patinação de velocidade, patinação artística e hóquei sobre patins.

## Medalhistas
Velocidade masculino
| Evento                                   | Ouro                      | Prata                       | Bronze                    |
| ---------------------------------------- | ------------------------- | --------------------------- | ------------------------- |
| 300 m contra o relógiomasculino detalhes | Anthony Muse ( USA )      | Orlando Valencia ( COL )    | Doug Glass ( USA )        |
| 1500 m masculino detalhes                | Guillermo Botero ( COL )  | Guillermo Herrero ( ARG )   | Dante Muse ( USA )        |
| 5000 m masculino detalhes                | Anthony Muse ( USA )      | Dante Muse ( USA )          | Orlando Valencia ( COL )  |
| 10000 m masculino detalhes               | Francisco Fuentes ( CHI ) | Dante Muse ( USA )          | Guillermo McCargo ( ARG ) |
| 20000 m masculino detalhes               | Dante Muse ( USA )        | Guillermo Trinaroli ( ARG ) | Guillermo Mata ( CRC )    |
| Revezamento 10000 m masculino detalhes   | ARG Argentina             | USA Estados Unidos          | CHI Chile                 |

Velocidade feminino
| Evento                                   | Ouro                         | Prata                     | Bronze                    |
| ---------------------------------------- | ---------------------------- | ------------------------- | ------------------------- |
| 300 m contra o relógio feminino detalhes | María Richardson ( ARG )     | Darlene Kessinger ( USA ) | Claudia Ruiz ( COL )      |
| 1500 m feminino detalhes                 | María Eva Richardson ( ARG ) | Danielle Lewis ( USA )    | Jenny Duarte ( COL )      |
| 3000 m feminino detalhes                 | Rosana Sastre ( ARG )        | Claudia Ruiz ( COL )      | Claudia Rodríguez ( ARG ) |
| 5000 m feminino detalhes                 | Claudia Rodríguez ( ARG )    | Rosana Sastre ( ARG )     | Deanna Parker ( USA )     |
| 10000 m feminino detalhes                | Rosana Sastre ( ARG )        | Claudia Rodríguez ( ARG ) | María Richardson ( ARG )  |
| Revezamento 5000 m feminino detalhes     | ARG Argentina                | COL Colômbia              | USA Estados Unidos        |

Artística
| Evento                              | Ouro                  | Prata                      | Bronze                    |
| ----------------------------------- | --------------------- | -------------------------- | ------------------------- |
| Programa longo masculino detalhes   | Scott Cohen ( USA )   | José Ferreiro ( ARG )      | Shayne Bayford ( CAN )    |
| Rotina artística masculino detalhes | Scott Cohen ( USA )   | Shayne Bayford ( CAN )     | José Ferreiro ( ARG )     |
| Programa longo feminino detalhes    | April Dayney ( USA )  | Alison Keagan ( CAN )      | Irma Hambeck ( URU )      |
| Rotina artística feminino detalhes  | April Dayney ( USA )  | Jennifer Rodríguez ( USA ) | Carolina Pogliano ( ARG ) |
| Rotina livre feminino detalhes      | Alison Keagan ( CAN ) | April Dayney ( USA )       | Irma Hambeck ( URU )      |
| Duplas detalhes                     | USA Estados Unidos    | CAN Canadá                 | CUB Cuba                  |
| Dança detalhes                      | USA Estados Unidos    | CAN Canadá                 | CUB Cuba                  |

Hóquei
| Evento                       | Ouro          | Prata      | Bronze             |
| ---------------------------- | ------------- | ---------- | ------------------ |
| Hóquei sobre patins detalhes | ARG Argentina | BRA Brasil | USA Estados Unidos |